# Richard Meier
Richard Meier (n. 12 octombrie 1934, Newark, New Jersey, SUA) este un arhitect contemporan american care a influențat sensibil arhitectura secolului al XX-lea. Este cunoscut pentru design-ul raționalist și pentru folosirea culorii alb.
Meier a studiat la Cornell University, de unde a terminat cu o diplomă de arhitect, Bachelor of Architecture, în  anul 1957.  După ce a lucrat pentru compania Skidmore, Owings & Merrile în 1959, și apoi pentru Marcel Breuer pentru o perioadă de trei ani, Meier și-a deschis propriul său birou de arhitectură în New York City în 1963. Identificat ca fiind unul dintre The New York Five în 1972, de delegația de la Getty Center Museum din Los Angeles, California, a făcut ca faima și popularitate sa să crească exponențial.

## Lucrări

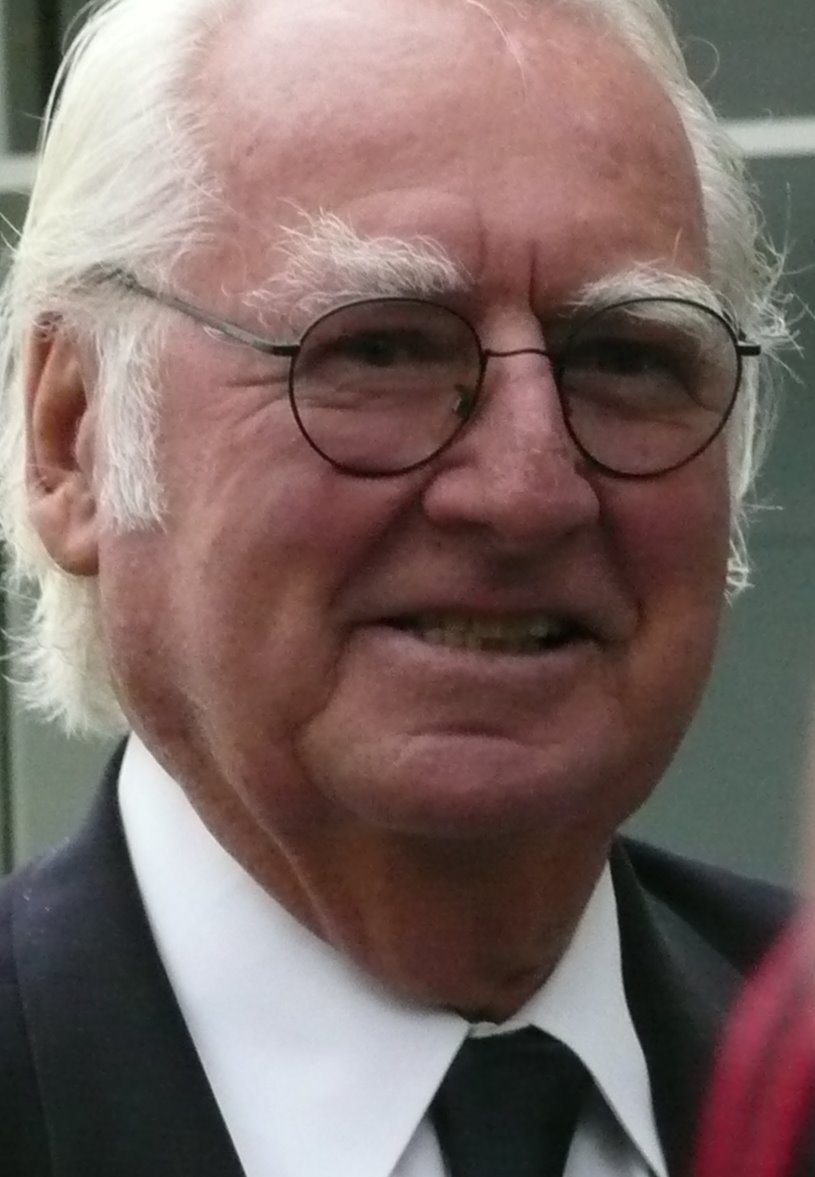
Richard Meier, fotografiat în septembrie 2007.

Multe dintre clădirile proiectate de Meier pentru masterele arhitecturale, de la mijlocul secolului XX, au fost inspirate din munca lui Le Corbusier,dar mai ales din proiectele de la începutul carierei acestuia. Putem spune că Meier a construit probabil mai mult decât nimeni, dupa ideile și munca lui Le Corbusier. Meier  și-a dezvoltat ideile în special după Villa Savoye și Swiss Pavilion. Munca lui reflectă de asemenea influențele altor mari arhitecți precum Mies Van der Rohe și, pe alocuri, Frank Lloyd Wright și Luis Barragan.
Culoarea predominantă în clădirile lui Meier este albul. De-a lungul istoriei,albul a fost folosit în multe clădiri,incluzând catedrale și case mediteraneene din unele regiuni ale Spaniei, Italiei și Greciei. În 1984, Meier a fost premiat cu premiul Pritzker. El a participat și la proiectarea mai multor clădiri ce au apărut în jocul pe computer SimCity 4,in 2003,fiind primul arhitect profesionist care și-a pus amprenta asupra jocurilor pe calculator.

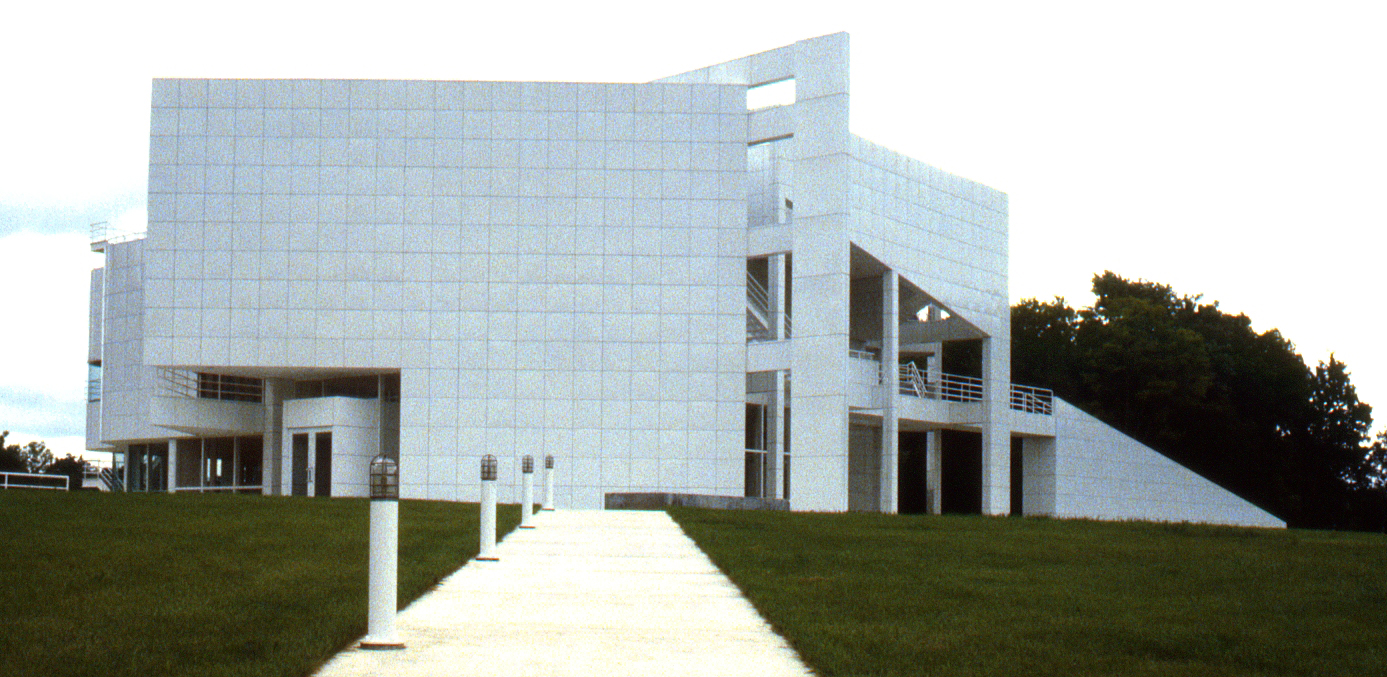
The Atheneum în New Harmony, Indiana, Statele Unite.

## Legături externe

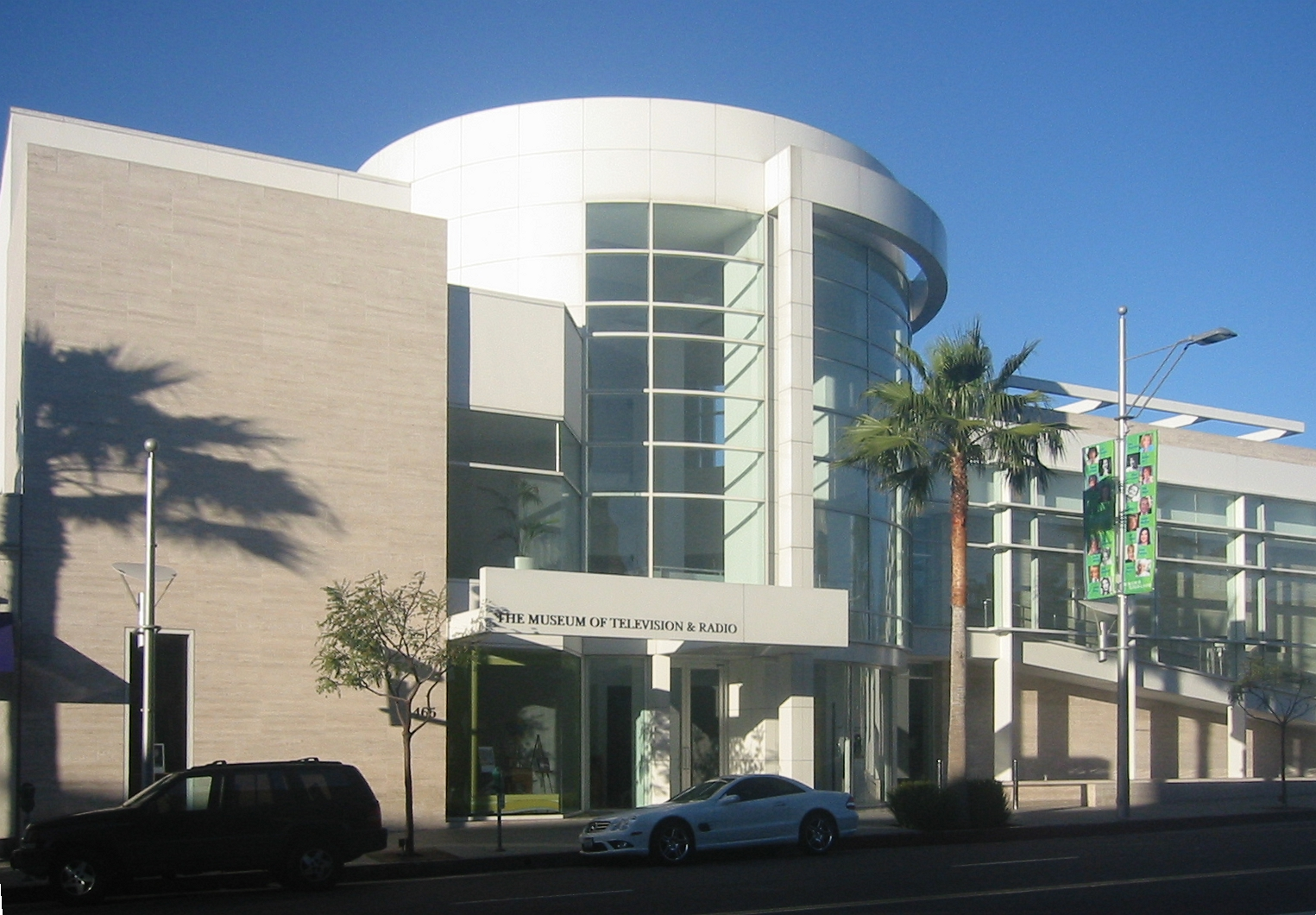
Museum of Television and Radio, Beverly Hills, California

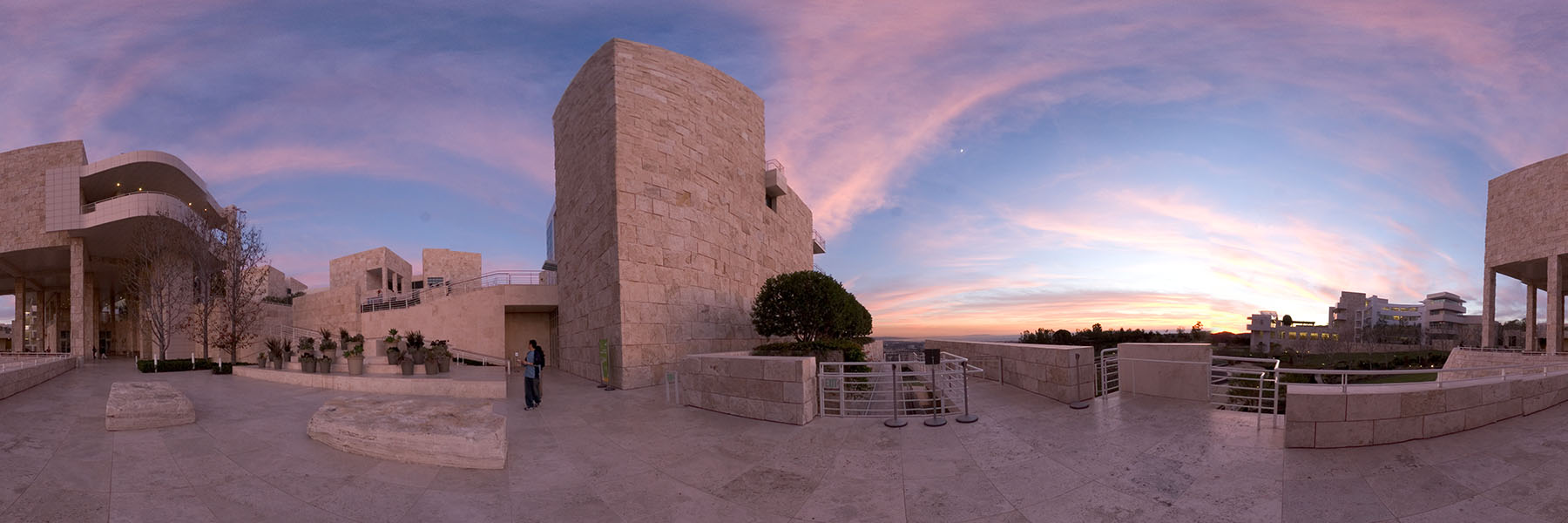
Getty Center.